# Carlton E. Lemke
Carlton Edward Lemke (* 11. Oktober 1920 in Buffalo, New York; † 12. April 2004 in Tucson, Arizona) war ein US-amerikanischer Mathematiker.
Lemke erhielt seinen Bachelor-Abschluss 1949 an der University of Buffalo wurde 1953 bei Abraham Charnes an der Carnegie Mellon University (damals Carnegie Institute of Technology) promoviert (Extremal Problems in Linear Inequalities). 1952 bis 1954 war er Instructor am Carnegie Institute of Technology und 1954/55 am Knolls Atomic Power Laboratory von General Electric. 1955/56 war er Ingenieur bei der Radio Corporation of America in New Jersey. Er war ab 1956 Assistant Professor und später Professor am Rensselaer Polytechnic Institute. Seit 1967 war er dort Ford Foundation Professor für Mathematik.
Er befasste sich mit Algebra, Mathematischer Programmierung und Operations Research und Statistik. Lemke veröffentlichte 1954 unabhängig von E. M. L. Beale das duale Simplex-Verfahren.
Bekannt ist er auch in der Spieltheorie. Die ursprünglichen Beweise von John Nash für die Existenz von Nash-Gleichgewichten in der Spieltheorie waren nicht-konstruktiv. Erst 1964 fand Lemke mit J. T. Howson einen Algorithmus für den Fall von endlichen Zweipersonen-Spielen. Dafür erhielt Lemke 1978 mit Nash den John-von-Neumann-Theorie-Preis.